# Jalen Graham
Jalen Graham (Detroit, 11 gennaio 2001) è un giocatore di football americano statunitense che milita nel ruolo di outside linebacker per i San Francisco 49ers della National Football League (NFL).

## Carriera

### San Francisco 49ers
Al college Graham giocò a football all'Università Purdue. Fu scelto nel corso del settimo giro (255º assoluto) del Draft NFL 2023 dai San Francisco 49ers. Debuttò come professionista subentrando nella gara del quattordicesimo turno contro i Seattle Seahawks mettendo a segno un tackle. La sua prima stagione si chiuse con un placcaggio in quattro presenze, nessuna delle quali come titolare.

### Washington Commanders
Il 28 agosto 2024 Graham firmò con la squadra di allenamento dei Washington Commanders.

### Ritorno ai San Francisco 49ers
Il 1º ottobre 2024 Graham firmò con il roster attivo dei San Francisco 49ers. Il 5 novembre fu svincolato, per poi rifirmare con la squadra di allenamento due giorni dopo. Il 21 dicembre fu promosso nel roster attivo.
Il 22 aprile 2025 Graham rinnovò con i 49ers.

## Palmarès
- National Football Conference Championship: 1

San Francisco 49ers: 2023